# 最後的約定
《最後的約束》，是2010年富士電視台的新春電視劇，由嵐的五位成員主演，主題為「羈絆」。於2010年1月9日播出。日本關東地區平均收視率高達19.4%。
繼1999年的出道劇《V之嵐》後，嵐五人相隔10年再度共演富士電視台的新春特別劇《最後的約束》。劇本特別為嵐打造，是一部以「絆」為主題的懸疑劇。

## 故事大綱
1月9日下午3點, 「能源生物本社」大樓突然被一批武裝份子佔領，出入口被封，大樓內的人全部成為人質，匪徒要求社長·新見朋彥在90分鐘內帶同3億日元贖金現身，否則就炸毀整棟大樓。
故事主要圍繞五名偶然身處案發現場的男子──清潔公司的職員益子 悟，保險公司經紀富澤友紀夫，浮雕寶石咖啡店的服務生棚田 昭，保安中心的派遣社員山際修司，摩托車速遞員後藤望。

## 演員表

### 主要人物
| 演員     | 角色       | 粵語配音 | 介紹                                   | 年齡 |
| 大野智   | 益子 悟    | 何承駿   | 「能量生物公司」的大樓清掃員           | 28歲 |
| 櫻井翔   | 富澤友紀夫 | 關令翹   | 「羅尼生命保險」的營業公司職員         | 28歲 |
| 相葉雅紀 | 棚田 昭    | 曹啟謙   | 浮雕寶石咖啡店的服務員                 | 28歲 |
| 二宮和也 | 山際修司   | 周良鴻   | 「能量生物公司」建設安全中心的派遣職員 | 27歲 |
| 松本潤   | 後藤 望    | 梁偉德   | 摩托車航班的騎車人                     | 27歲 |

### 能量生物公司
| 演員     | 角色       | 粵語配音 | 介紹                                 | 年齡 |
| 黑木美沙 | 新見有里子 | 劉惠雲   | 「能量生物公司」的社長女兒           | －   |
| 大塚寧寧 | 轟 冬子    | 梁少霞   | 「能量生物公司」社員                 | －   |
| 藤木直人 | 岡中進一郎 | 黃啟昌   | 「能量生物公司」的大樓安全中心的部長 | －   |
| 津川雅彥 | 新見朋彥   | 陳曙光   | 「能量生物公司」社長                 | －   |

### 其他
| 演員       | 角色     | 粵語配音 | 介紹                                    | 年齡 |
| 北村有起哉 | 諸角源二 | 朱子聰   | 警官 能量生物公司大樓被武裝佔領事件警方 | －   |
| 小堺一機   | 飯尾晴夫 | 陳永信   | 新人的清掃員 益子的晚輩，不過比他年長   | －   |
| 中村靖日   | 刑警     | 伍博民   |                                         | －   |
| 飯田基祐   |          |          |                                         | －   |
| 六角慎司   |          |          |                                         | －   |
| 大林丈史   |          |          |                                         | －   |
| 森本さやか |          |          |                                         | －   |

## 工作人員
- 脚本：金子茂樹（日语：金子茂樹）（｢求婚大作戰｣、｢Voice～來自亡者的聲音｣）
- 音樂：井筒昭雄（日语：井筒昭雄）
- 主題曲：｢空高く｣－嵐（J Storm）
- 企画：瀧山麻土香（日语：瀧山麻土香）（富士電視台）、松崎容子（日语：松崎容子）（富士電視台）
- 監製：永井麗子（共同電視）
- 導演：佐藤祐市（日语：佐藤祐市）(日劇「WATER BOYS」､電影「如月疑雲」)
- 制作：富士電視台﹑共同電視
- 拍攝／製作年份：2010年

## 外部連結
- 新春特備劇場「最後の約束」－ 富士電視台 （页面存档备份，存于）（日語）